# Béla magyar királyi herceg (1250–1269)
Árpád-házi Béla magyar királyi herceg (Buda, 1250 – 1269. június 20. és október 3. között) magyar királyi herceg, IV. Béla és Laszkarisz Mária másodszülött fia, V. István öccse.

## Élete
Béla herceg a tatárjárás után, szüleinek legkisebb gyermekeként született 1250-ben. 1264. október 25-én feleségül vette Kunigunda brandenburgi hercegnőt, III. Ottó brandenburgi őrgróf és Beatrix cseh hercegnő leányát, házasságuk gyermektelen maradt.
1264-től 1269-ig hercegség címén Horvátországot, Dalmáciát, továbbá Valkó, Baranya, Somogy és Zala vármegyéket kormányozta. Az apja és bátyja, V. István közötti harcokban mindvégig IV. Béla híve volt, az isaszegi csatában (1265) apja oldalán vett részt.
Béla még szüleinek életében meghalt, az esztergomi ferencesek templomában temették el, ahová később IV. Béla és felesége is temetkezett. Sírfeliratának szövege fennmaradt.